# Lévis-Saint-Nom
Lévis-Saint-Nom là một xã của Pháp, nằm ở tỉnh Yvelines trong vùng Île-de-France.
Các xã giáp ranh: Le Mesnil-Saint-Denis về phía đông bắc, Dampierre-en-Yvelines về phía đông nam, Les Essarts-le-Roi về phía tây-tây-nam và Coignières về phía tây bắc.

## Hành chính
| Date d'élection                  | Identité         |
| -------------------------------- | ---------------- |
| Số liệu trước năm 1953 không rõ. |                  |
| tháng 3 1953                     | Yvon Esnault     |
| tháng 3 1983                     | Yvon Brossard    |
| tháng 1 năm 1984                 | Yvon Esnault     |
| tháng 1 năm 1986                 | Jean Dumont      |
| tháng 3 1989                     | Yves Vanderwalle |
| tháng 3 1996                     | Yves Vanderwalle |
| tháng 3 2001                     | Yves Vanderwalle |
| tháng 3 2008                     | Anne Grignon     |

## Biến động dân số
| v. 1882                                          | 1990 | 1999 |
| ------------------------------------------------ | ---- | ---- |
|                                                  | 1699 | 1593 |
| Số liệu lấy từ năm 1982: Dân số không tính trùng |      |      |